# هجوم دير الزور (أبريل–يوليو 2014)
هجوم دير الزور نفذته الدولة الإسلامية في العراق والشام ضد جميع القوات المعارضة في محافظة دير الزور في إطار الصراع بين المعارضة خلال الحرب الأهلية السورية.
بعد أكثر من ثلاثة أشهر من القتال العنيف، نجح تنظيم الدولة الإسلامية في إلحاق الهزيمة التامة بالمعارضة والاستيلاء على الإقليم بأكمله تقريبا، باستثناء جزء من العاصمة الإقليمية، والمطار العسكري في ضواحيها الجنوبية، وعدد قليل من البلدات المحيطة، التي ظلت تحت سيطرة القوات الحكومية للجمهورية العربية السورية التي لم تتورط في القتال بين المعارضة.